# Стирлинг Мортлок
Стирлинг Мортлок (енгл. Stirling Mortlock; 20. мај 1977) бивши је рагбиста и један од најбољих аустралијских бекова свих времена.

## Биографија
Висок 191 цм, тежак 103 кг, Мортлок је играо у каријери за тимове Брамбиси и Мелбурн Ребелс. За "валабисе" је одиграо 80 тест мечева и постигао 489 поена, од тога 29 есеја.